# Кевин Гроскројц
Кевин Гроскројц (Дортмунд, 19. јул 1988) бивши је немачки професионални фудбалер и репрезентативац. Углавном је играо на позицији десног бека, док је ретко наступао и на позицији крила.
Први, сенироски наступ имао је у Рот-Вајс Алену, а 2009. придружује се прволигашком Дортмунду. За Милионере је играо на 233 утакмице у свим такмичењима, притом постигавши 27 голова. Током свог времена на Сигнал Идуна парку освојио је две везане Бундеслиге (2012. године освојена је дупла круна).
Сениорски репрезнтативац Немачке постао је 2010. Био је део репрезентације која је била победник Светског првенства 2014. године.

## Клупска каријера

### Борусија Дортмунд
Прву утакмицу за Милионере одиграо је 5. децембра 2009. у победи од 4 : 0 над Нирнбергом.
Следеће сезоне постигао је и свој први гол за Дортмунд, тачније 22. септембра 2010, за резултат од 5 : 0 против Кајзерслаутерном.
Гроскројц је 2013. године био део тима Борусије која се састала са Бајерн Минхеном у финалу Лиге шамиона 2013.
Гроскројц је био у постави Дортмунда против Бајерн Минхена који су Милионери добили са 4 : 2 датума 27. јула 2013 на Сигнал Идуна парку у Суперкупу Немачке. 
Од априла до августа 2015. године, Гроскројц је био пребачен у резервни тим Борусије за коју је одиграо шест утакмица у нижим дивизијама. Септембра 2015, продан је Галатасарају.

### Галатасарај
Почетком септебра 2015, фудбалска федерација Фифа објавила је да турски клуб Галатасарај није успео да поднесе одговарајућу документацију у вези с трансфером Гроскројца пре но што се прелазни рок завршио. Фифа је одбацила случај, јер Галатасарај потписан уговор и документацију није доставио у одговарајуће време. Фифа није пристала да откаже прелазак немачког фудвалера из Борусије Дортмунд у Галатасарај, али зато играч није имао право да игра нити једну утакмицу до 1. јануара 2016. Гроскрој је потписао трогодишњи уговор вредан 1,6 милиона евра по сезони, плус бонус од 20.000 евра по мечу. Дортмунд је примио 1,5 милиона евра и могући бонус од 250.000 евра ако се Галатасарај пласира у Лигу шампиона.

### Штутгарт
Дана 6. јануара 2016, након што ниједном није наступио за турски клуб, Гроскројц се вратио у Немачку како би се прикључио Штутгарту за отприлике 2,2 милиона евра.
Уговор играча и клуба обострано је раскинут 3. марта 2017. након што га је клуб отпустио јер је учествовао у тучи у локалном кафићу, где је био и међу повређенима.

### Дармштат
Априла 2017, месец дана након његовог одласка из Штутгарта, Гроскројц је потписао за друголигашки клуб Дармштат 98 на две године.

### Јординген
Датума 5. јула 2018. године, Гроскројц се придружио трећелигашу Јордингену 05.

## Репрезентативна каријера
Гроскројц је свој пун репрезентативни деби имао на пријатељској утакмици против Малте 13. маја 2010. Следећу утакмицу за Националних једанаест одиграо је као стартер против Немачке која се завршила ремијем 0 : 0 новембра 2010.
Јуна 2014, именован је у немачкој постави за предстојеће Светско првенство. Немачка је касније освојила злато, док Гроскројц ниједном није наступио.

## Career statistics
Ажурирано 3. марта 2017.
| Клуб                 | Сезона           | Лига                    | Лига    | Лига   | Куп1    | Куп1   | Европа2 | Европа2 | Остало3 | Остало3 | Укупно  | Укупно | Реф.          |
| Клуб                 | Сезона           | Лига                    | Наступи | Голови | Наступи | Голови | Наступи | Голови  | Наступи | Голови  | Наступи | Голови | Реф.          |
| -------------------- | ---------------- | ----------------------- | ------- | ------ | ------- | ------ | ------- | ------- | ------- | ------- | ------- | ------ | ------------- |
| Рот-Вајс Ален II     | 2006/07.         | Оберлига „Вестфалија”   | 2       | 2      | —       | —      | —       | —       | —       | —       | 2       | 2      | [ 17 ]        |
| Рот-Вајс Ален        | 2006/07.         | Регионална лига „Север” | 27      | 6      | —       | —      | —       | —       | —       | —       | 27      | 6      | [ 17 ]        |
| Рот-Вајс Ален        | 2007/08.         | Регионална лига „Север” | 35      | 12     | 1       | 0      | —       | —       | —       | —       | 36      | 12     | [ 18 ]        |
| Рот-Вајс Ален        | 2008/09.         | Друга Бундеслига        | 32      | 6      | 1       | 0      | —       | —       | —       | —       | 33      | 6      | [ 19 ]        |
| Рот-Вајс Ален        | Укупно           | Укупно                  | 94      | 24     | 2       | 0      | —       | —       | —       | —       | 96      | 24     | —             |
| Борусија Дортмунд    | 2009–10          | Бундеслига              | 32      | 5      | 1       | 0      | —       | —       | —       | —       | 33      | 5      | [ 20 ]        |
| Борусија Дортмунд    | 2010/11.         | Бундеслига              | 34      | 8      | 2       | 1      | 7       | 0       | —       | —       | 43      | 9      | [ 21 ]        |
| Борусија Дортмунд    | 2011/12.         | Бундеслига              | 31      | 7      | 6       | 0      | 5       | 1       | 1       | 0       | 43      | 8      | [ 17 ] [ 22 ] |
| Борусија Дортмунд    | 2012/13.         | Бундеслига              | 29      | 2      | 4       | 0      | 10      | 0       | 1       | 0       | 44      | 2      | [ 17 ] [ 23 ] |
| Борусија Дортмунд    | 2013/14.         | Бундеслига              | 33      | 1      | 6       | 1      | 10      | 1       | 1       | 0       | 50      | 3      | [ 17 ] [ 24 ] |
| Борусија Дортмунд    | 2014/15.         | Бундеслига              | 17      | 0      | 2       | 0      | 4       | 0       | —       | —       | 23      | 0      | [ 17 ]        |
| Борусија Дортмунд    | Укупно           | Укупно                  | 176     | 23     | 21      | 2      | 36      | 2       | 3       | 0       | 236     | 27     | —             |
| Борусија Дортмунд II | 2014/15.         | Трећа Бундеслига        | 2       | 0      | —       | —      | —       | —       | —       | —       | 2       | 0      | [ 17 ]        |
| Борусија Дортмунд II | 2015/16.         | Регионална лига „Запад” | 4       | 0      | —       | —      | —       | —       | —       | —       | 4       | 0      | [ 17 ]        |
| Борусија Дортмунд II | Укупно           | Укупно                  | 6       | 0      | —       | —      | —       | —       | —       | —       | 6       | 0      | —             |
| Галатасарај          | 2015/16.         | Суперлига Турске        | —       | —      | —       | —      | —       | —       | —       | —       | 0       | 0      | [ 17 ]        |
| Штутгарт             | 2015/16.         | Бундеслига              | 10      | 0      | 1       | 0      | —       | —       | —       | —       | 11      | 0      | [ 17 ]        |
| 2016/17.             | Друга Бундеслига | 16                      | 1       | 1      | 0       | —      | —       | —       | —       | 17      | 1       | [ 17 ] |               |
|                      | Укупно           | Укупно                  | 26      | 1      | 2       | 0      | —       | —       | —       | —       | 28      | 1      | —             |
| Свеукупно            | Свеукупно        | Свеукупно               | 312     | 48     | 25      | 2      | 36      | 2       | 3       | 0       | 366     | 52     | —             |

- 1.^ Укључује Куп Немачке.
- 2.^ Укључује Лигу шампиона и Лигу Европе.
- 3.^ Укључује Суперкуп Немачке.

### Репрезентација
| 2010.  | 2 | 0 |
| 2011.  | 1 | 0 |
| 2014.  | 3 | 0 |
| Укупно | 6 | 0 |

## Трофеји и признања

### Клуб
Борусија Дортмунд
- Бундеслига (2): 2010/11, 2011/12.
- Куп Немачке (1): 2011/12.
- Суперкуп Немачке (2): 2013, 2014.
- Финалиста Лиге шампиона: 2012/13.

### Репрезентација
Немачка
- Светско првенство (1): 2014.